# Білоконєв Микола Трохимович
Мико́ла Трохи́мович Білоко́нєв (Білоконев) (19 березня 1937) — український домрист (домра-кобза), диригент та педагог.

## Життєпис
Народився 1937 року в місті Луганськ. 1956 року закінчив Луганське музичне училище, клас Георгія Аванесова, 1961-го — Київську консерваторію, протягом 1961—1965 років проходив виконавську аспірантуру, клас Марка Геліса.
В Київській музичній академії працює від 1965 року, доцент (1980), в.о. професора (1984).
Лауреат Всеукраїнського, Всесоюзного та Міжнародного конкурсів (1962, Гельсинкі, Восьмий всесвітній фестиваль).
Протягом 1960—1965 років керував оркестром народних інструментів у Київському музичному училищі ім. Р. Глієра, згодом — в Національній музичній академії України (1968—1970 та 1975—1989 роки).
Станом на травень 2015 року — декан факультету народних інструментів Національної музичної академії, професор.
Автор низки фахових програм для музичних училищ та консерваторій (1978—1995).
Серед учнів: Георгій Агратина, Володимир Булавко, Ніна Проценко.
Його праці:
- «Етюди для домри на різні види техніки для дитячої музичної школи. 1–5 класи», 1975—1982, у співавторстві
- «Домра: Учбовий репертуар дитячої музичної школи. 1–4 класи», 1986—1990, у саівавторстві.